# Barbella chrysonema
Barbella chrysonema är en bladmossart som beskrevs av Noguchi 1976. Barbella chrysonema ingår i släktet Barbella och familjen Meteoriaceae. Inga underarter finns listade i Catalogue of Life.